# Walter Barthel (Archäologe)

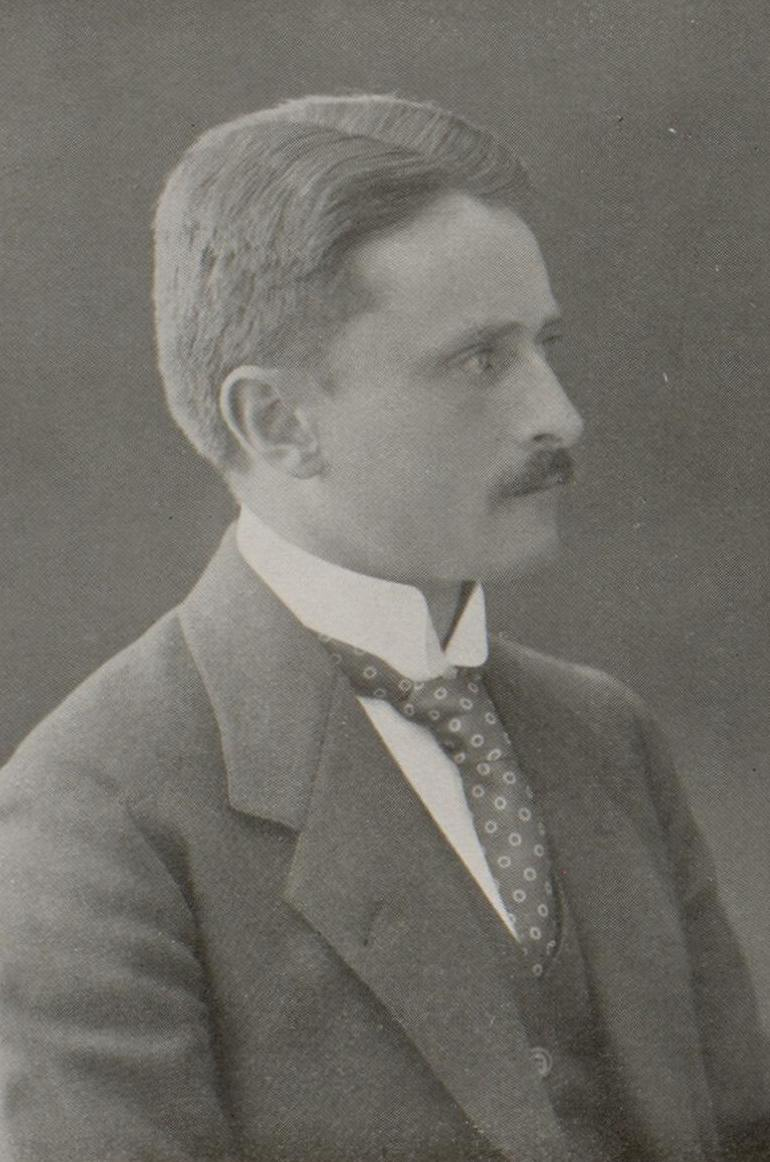
Walter Barthel

Eduard Walter Barthel (auch Walther Barthel, * 28. August 1880 in Elberfeld; † 16. Juli 1915 bei Ban-de-Sapt, Frankreich) war ein deutscher Althistoriker und Provinzialrömischer Archäologe.

## Leben
Walter Barthel war der Sohn des Betriebskassenrendanten Gotthard Barthel und seiner Gattin Emma, geborene Heuser. Er besuchte kurzzeitig das Progymnasium in Altena, wohin die Familie übergesiedelt war. Das Gymnasium besuchte Barthel ab 1894 wieder in Elberfeld. 1896 starb sein Vater. Drei Jahre später verließ Barthel das Gymnasium mit dem Reifezeugnis und studierte an der Universität Greifswald die Fächer Klassische Philologie und Geschichte. Er wurde 1899 beim Akademisch-Neuphilologischen Verein Greifswald (seit 1909 Neuphilologische Verbindung Greifswald, später Wissenschaftlichen Verbindung Baltia Greifswald) aktiv. Neben den Vorlesungen zur Philologie (bei Alfred Körte, Alfred Gercke und Wilhelm Kroll) fühlte sich Barthel besonders zur Alten Geschichte hingezogen, deren Vertreter Otto Seeck Barthel stark beeinflusste. Zum Sommersemester 1900 ging Barthel für ein Jahr an die Universität Freiburg, wo er Alte Geschichte, Archäologie und Völkerkunde studierte. Besonders Karl Dove, Ernst Fabricius und Otto Puchstein übten entscheidenden Einfluss auf Barthel aus. 1904 wurde Barthel mit der Dissertation Zur Geschichte der römischen Städte in Africa promoviert, die deutlich von Dove und Fabricius geprägt war.
Nach seinem Studium wandte sich Barthel besonders der Provinzialrömischen Archäologie zu. Seit 1905 arbeitete er als Assistent bei der Römisch-Germanischen Kommission in Frankfurt. 1908 bis 1909 erhielt er das Reisestipendium des Deutschen Archäologischen Instituts, das ihm die Vertiefung seiner Forschungsarbeit ermöglichte. Im Mai 1911 wurde ihm eine Stelle als Assistent bei der Reichs-Limeskommission zugesprochen, die er am 1. August antrat. Gleichzeitig betrieb er seine Habilitation, die er 1913 an der Frankfurter Akademie für Sozial- und Handelswissenschaften erreichte.
Zum Wintersemester 1914/15 hatte er einen Ruf auf die Professur für Alte Geschichte an der neugegründeten Frankfurter Universität angenommen. Die Professur trat er jedoch nicht an, da er unmittelbar darauf zum Direktor der Römisch-Germanischen Kommission gewählt wurde, im Februar 1915 wurde er dazu zum ordentlichen Honorarprofessor an der Universität Frankfurt ernannt. Auch diese Stelle konnte Barthel jedoch nicht antreten, da er sich beim Ausbruch des Ersten Weltkriegs freiwillig gemeldet hatte. In der Nacht vom 15. zum 16. Juli 1915 fiel er als Leutnant des Landwehr-Regiments Nr. 80 während eines Sturmangriffs bei Ban-de-Sapt in den Vogesen.

## Schriften (Auswahl)
- Römische Limitation in der Provinz Africa. Georgi, Bonn 1911.
- mit August Mau: Führer durch Pompeji. 5. Auflage, Engelmann, Leipzig 1910.
- Zur Geschichte der römischen Städte in Africa. Abel, Greifswald 1904.